# Christos Gage
Christos N. Gage é um roteirista norte-americano, conhecido por seus trabalhos nas editoras WildStorm,  Marvel Comics e Dark Horse Comics. Para esta última, ele escreveu a temporada Nove de Angel & Faith e atualmente é responsável pela temporada Dez de Buffy, The Vampire Slayer.